# Liparetrus furfurosus
Liparetrus furfurosus är en skalbaggsart som beskrevs av Britton 1980. Liparetrus furfurosus ingår i släktet Liparetrus och familjen Melolonthidae. Inga underarter finns listade i Catalogue of Life.